# پرچم امارات متحده عربی
پرچم امارات متحده عربی (به عربی: علم دولة الإمارات العربية المتحدة) شامل رنگ‌های پان‌عربیسم قرمز، سبز، سفید و سیاه است. در سال ۱۹۷۱ توسط عبدالله محمد المائینه که در آن زمان ۱۹ سال داشت طراحی شد و در ۲ دسامبر ۱۹۷۱ پس از برنده شدن در مسابقه طراحی پرچم سراسری به تصویب رسید. موضوع اصلی چهار رنگ این پرچم، حاکمیت و وحدت کشورهای عربی است.
کشتی‌های تجاری ممکن است با پرچم غیرنظامی جایگزین، یک پرچم قرمز با پرچم ملی در کانتون، پرواز کنند. خطوط هوایی امارات از پرچم امارات به عنوان بخشی از برنامه خود استفاده می‌کند.
هر هفت امارت از پرچم فدرال به جای پرچم امارت استفاده می‌کنند.
پرچم دبی، نمادی از رشد و پویایی اقتصادی این شهر، به نوعی نشانگر موقعیت مهم دبی در تجارت بین‌المللی است.

## تاریخچه

### پرچم‌های باستانی

شاهنشاهی هخامنشی
شاهنشاهی ساسانی
خلافت اموی
خلافت عباسی
امپراتوری عمان
امارت جابرید